# Адзумино
Адзумино (яп. 安曇野市 Адзумино-си) — город в Японии, находящийся в префектуре Нагано. Площадь города составляет 331,82 км², население — 95 833 человека (1 августа 2014), плотность населения — 288,81 чел./км².

## Географическое положение
Город расположен на острове Хонсю в префектуре Нагано региона Тюбу. С ним граничат города Мацумото, Омати, посёлок Икеда и сёла Мацукава, Тикухоку, Икусака.

## Население
Население города составляет 95 833 человека (1 августа 2014), а плотность — 288,81 чел./км². Изменение численности населения с 1980 по 2005 годы:
| 1980 | 75 209 чел. |  |
| 1985 | 79 607 чел. |  |
| 1990 | 83 154 чел. |  |
| 1995 | 88 231 чел. |  |
| 2000 | 92 864 чел. |  |
| 2005 | 96 266 чел. |  |

## Символика
Деревом города считается Zelkova serrata, цветком — васаби.